# 茶子山駅
茶子山駅（ちゃしさんえき）は、中華人民共和国湖南省長沙市岳麓区にある長沙地下鉄4号線の駅である。

## 歴史
2015年7月13日に建設が開始され、2019年5月26日に開通した。
「金融中心駅」と名づけられたことがある。

## 駅構造
島式ホーム1面

## 駅周辺
- 坦山公園
- 茶山公園
- 湖南金融中心